# Me creo punky
«Me creo punky» es el segundo sencillo del álbum debut de Kel Calderón, No Molestar!, bajo el seudónimo de Kel. El sencillo está escrito y producido por Gonzalo Yáñez.

## Video musical
Comienza con Kel llegando junto a dos punks a una casa abandonada, en donde se queda toda una noche, mientras convive con ellos es mostrado como canta junto a una banda en la misma casa, luego se va mostrando los distintos estilos que se nombran en la canción, roquera, pokemona, indi entre otros. Finaliza con la llegada de la madre de Kel (Raquel Argandoña), la cual la lleva de la oreja al auto retándola.
El video musical fue enviado a MTV Latinoamérica, en donde ha tenido un muy buen recibimiento, ya que está en la cuenta regresiva del programa Los 10 más pedidos.

## Promoción
El sencillo tuvo buen recibimiento entre los amantes del pop, gracias al video musical. La canción ha sido presentada en vivo en el show de Belinda, también en el programa Alfombra roja, además de shows en malls como en Iquique en el Mall Zofri, y en la sala LP del Mall Plaza Vespucio junto al grupo chileno, Lulú Jam.
También Kel presentó el sencillo en vivo en el estelar Animal nocturno de TVN.
El videoclip de la canción cuenta con casi 590.000 visitas en Youtube, siendo votado mayoritariamente en forma negativa por los usuarios, debido principalmente a que se considera que el trabajo de la cantante no es más que una burla al movimiento punk.

## Listas
| Lista (2008)               | Máxima posición |
| -------------------------- | --------------- |
| MTV Los 10 + Pedidos Chile | 6               |
| MTV Video Music Awards     | 5               |